# کراری (داکوتای شمالی)
کراری(به انگلیسی: Crary) شهری در ایالت داکوتای شمالی کشور ایالات متحده آمریکا است که جمعیت آن در سرشماری سال ۲۰۱۰ میلادی، ۱۴۲ نفر بوده‌است.